# Belebey
Belebey − rodzaj wymarłego zauropsyda z grupy anapsydów i rodziny Bolosauridae, żyjący w permie. Jego skamieniałości odkryto w Baszkirii.